# BES-fonds
Het BES-fonds is een begrotingsfonds, waaruit de Caribische openbare lichamen Bonaire, Sint Eustatius en Saba worden gesubsidieerd. Het Rijk stopt jaarlijks een deel van haar belastingopbrengsten in het BES-fonds. 
De openbare lichamen BES ontvangen geld van het Rijk om hun taken uit te voeren. Een deel van dit geld komt uit het BES-fonds en wordt uitgekeerd in de vorm van vrije uitkeringen. De openbare lichamen ontvangen naast de uitkering uit het BES-fonds van het Rijk ook nog bijzondere uitkeringen. Ook hebben zij nog eigen bronnen van inkomsten, zoals de eilandbelastingen.
De uitkeringen uit het BES-fonds zijn voor de openbare lichamen vrij besteedbaar. De openbare lichamen zijn, met inachtneming van de wet- en regelgeving, autonoom in het voeren van hun beleid bekostigd uit het BES-fonds. De uitkeringen uit het BES-fonds bedraagt in 2011 21,3 miljoen euro. Bonaire ontvangt ongeveer 12,1 miljoen euro, Sint Eustatius ongeveer 5,3 miljoen euro en Saba ongeveer 3,8 miljoen euro.

## Wettelijke basis
De Wet financiën openbare lichamen Bonaire, Sint Eustatius en Saba (FinBES) uit 2010 is een Nederlandse formele wet waarin de financiële betrekkingen tussen het Rijk en de openbare lichamen wordt geregeld. 
De FinBES bepaalt in artikel 88:
- 1. Er is een BES-fonds
- 2. Het fonds is een begrotingsfonds als bedoeld in artikel 9, eerste lid, van de Comptabiliteitswet 2001.

(...)
- 9. Onze Minister beheert de begroting van het fonds.